# Merodon spinitarsis
Merodon spinitarsis är en tvåvingeart som beskrevs av Paramonov 1929. Merodon spinitarsis ingår i släktet narcissblomflugor, och familjen blomflugor.
Artens utbredningsområde är Turkiet. Inga underarter finns listade i Catalogue of Life.